# Matthew Labyorteaux
Matthew Charles Labyorteaux (* 8. Dezember 1966 in Los Angeles) ist ein US-amerikanischer Schauspieler und Synchronsprecher. 
Seine erste Rolle spielte er 1974 in dem Filmdrama Eine Frau unter Einfluß an der Seite von Peter Falk unter der Regie von John Cassavetes. Als 13-Jähriger spielte er in der Fernsehserie Unsere kleine Farm die Rolle des Adoptivsohns Albert Quinn Ingalls. Seinen ersten Auftritt hatte er in zwei Spezialepisoden aus dem Jahre 1974, in denen er Charles Ingalls als kleinen Jungen verkörperte. Ab 1978 war Labyorteaux fest in der Rolle des Albert zu sehen. Außerdem spielte er die Hauptrolle in der Serie Computer Kids (Whiz Kids, 1983).
Eine seiner bekanntesten Rollen ist die des Paul Conway in dem Horrordrama Der tödliche Freund (Originaltitel Deadly Friend) von 1986. Seit 1992 steht er nicht mehr vor der Kamera, sondern leiht seine Stimme Computerspielen und Zeichentrickfilmen, so war er unter anderem eine der Stimmen im Zeichentrickfilm Mulan.
Matthew Labyorteaux ist auch im wahren Leben adoptiert. Weder er noch sein Bruder Patrick Labyorteaux, der von 1977 bis 1981 ebenfalls in Unsere kleine Farm mitspielte, wissen, wer ihre leiblichen Eltern sind.

## Filmografie (Auswahl)
Als Schauspieler
- 1974: Eine Frau unter Einfluß (A Woman Under the Influence)
- 1975: California Cops – Neu im Einsatz (The Rookies, Fernsehserie, Folge 4x01)
- 1976–1983: Unsere kleine Farm (Little House on the Prairie, Fernsehserie, 88 Folgen)
- 1977: Mary Hartman, Mary Hartman (Fernsehserie, 22 Folgen)
- 1977: The Red Hand Gang (Fernsehserie, 12 Folgen)
- 1977: Tödliche Fracht (Tarantulas: The Deadly Cargo, Fernsehfilm)
- 1978: König der Zigeuner (King of the Gypsies)
- 1979: Lou Grant (Fernsehserie, Folge 3x13)
- 1980: Die Aliens kommen (The Aliens Are Coming, Fernsehfilm)
- 1980: Boomer, der Streuner (Here's Boomer, Fernsehserie, Folge 1x03)
- 1982: Love Boat (The Love Boat, Fernsehserie, Folge 6x04)
- 1983: Simon & Simon (Fernsehserie, Folge 3x05)
- 1983: Unsere kleine Farm – Alberts Wille (Little House: Look Back to Yesterday, Fernsehfilm)
- 1983–1984: Computer Kids (Whiz Kids, Fernsehserie, 18 Folgen)
- 1985: Ein Engel auf Erden (Highway to Heaven, Fernsehserie, Folge 1x23)
- 1985: Unglaubliche Geschichten (Amazing Stories, Fernsehserie, Folge 1x07)
- 1986: Der tödliche Freund (Deadly Friend)
- 1988: Hotel (Fernsehserie, Folge 5x12)
- 1989: Harrys wundersames Strafgericht (Night Court, Fernsehserie, 2 Folgen)
- 1990: Paradise – Ein Mann, ein Colt, vier Kinder (Guns of Paradise, Fernsehserie, Folge 2x19)
- 1991: Palm Beach-Duo (Silk Stalkings, Fernsehserie, Folge 1x06)
- 1993: Der Konzern (Barbarians at the Gate, Fernsehfilm)
- 1998: Mulan (Stimme)
- 2001: Scooby-Doo und die Cyber-Jagd (Scooby-Doo and the Cyber Chase, Stimme)
- 2002: Asterix & Obelix: Mission Kleopatra (Astérix et Obélix : Mission Cléopâtre, Stimme)
- 2004–2008: Yu-Gi-Oh! GX (Fernsehserie, 180 Folgen, Stimme)
- 2006: Yankee Irving – Kleiner Held ganz groß! (Everyone’s Hero, Stimme)
- 2009: Bride Wars – Beste Feindinnen (Bride Wars, Stimme)
- 2013: Wie der Wind sich hebt (Kaze Tachinu, Stimme)
- 2018: Next Gen – Das Mädchen und ihr Roboter (Next Gen, Stimme)